# Plemneo
Plemneo è, nella mitologia greca, uno dei re di Sicione. È figlio di Perato e padre di Ortopoli. Fu colui che, a Sicione, introdusse il culto di Demetra, innalzandole un tempio. Plemneo era segnato da una maledizione: ogni figlio che sua moglie concepiva, moriva dopo aver emanato il suo primo respiro. Innalzando l'altare a Demetra, ella lo aiutò con la maledizione, facendo nascere Ortopoli.